# Ферн Прери (Вашингтон)
Ферн Прери (енгл. Fern Prairie) насељено је место без административног статуса у америчкој савезној држави Вашингтон.

## Демографија
По попису из 2010. године број становника је 1.884.
| Група             | 2000.    | 2010.         |
| Белци             | 0 (0,0%) | 1.756 (93,2%) |
| Афроамериканци    | 0 (0,0%) | 2 (0,1%)      |
| Азијати           | 0 (0,0%) | 21 (1,1%)     |
| Хиспаноамериканци | 0 (0,0%) | 59 (3,1%)     |
| Укупно            | 0        | 1.884         |